# كايلي (ألبوم)
كايلي (بالإنجليزية: Kylie)‏ هو أول ألبوم للمغنية الأسترالية كايلي مينوغ، وأصدر من قبل شركة PWL في 4 يوليو 1988. وهو من إنتاج فريق ستوك أيتكين واترمان، والذين ألفوا أيضا تسعة من عشرة أغاني على الألبوم. معظم أغاني الألبوم تتبع موسيقى بوب الرقص، كما يظهر عليها أثر موسيقى البابلغم بوب. يحتوي الألبوم على عدد من الأغاني القصصية، وهما «جي ني ساي با بوركوا»، «إتس نو سيكرت»، وقال «آيل ستيل بي لوفينغ يو» و «آي ميس يو». الجزء الأكبر من الألبوم يكرر نمط بوب الرقص الموجود في «آي شود بي سو لوكي» و «لوكوموشن».
تلقى الألبوم استقبالا متباينا من نقاد الموسيقى. أشاد العديد منهم بالألبوم نفسه، في حين لم يحب البعض موسيقي البابلغام بوب في بعض الأغاني، وقارنه النقاد بألبوم المغنية الأمريكية مادونا والمسمى عليها (1983). وحقق الألبوم نجاحا عالميا رغم ردود الفعل المتباينة. وتصدر قوائم الألبومات في ذلك المملكة المتحدة ونيوزيلندا واليابان، وتصدرت ثلاثة أغاني منفردة منه في قائمة أريا تشارتس الأسترالية. لم يحقق الألبوم نفس النجاح في أمريكا الشمالية، ووصل إلى مرتبة منخفضة على قائمة بيلبورد، ولكن تجاوزت مبيعاته أكثر من 500,000 نسخة، وتلقى تصنيف الذهب. أعيد إصدار الألبوم في أستراليا بعنوان كايلي كوليكشن في عام 1988 أيضا، وكذلك شريط فيديو في إتش إس في أستراليا ويضم تعديلات إضافية. تلقى الألبوم تصنيف البلاتين سبع مرات في المملكة المتحدة، وبيع منه أكثر من 7 ملايين نسخة في جميع أنحاء العالم.
أصدرت ستة أغاني منفردة من الألبوم في جميع أنحاء العالم. كانت أغنيتها الأولى هي تقليد لأغنية ليتل إيفا «لوكوموشن»، ومن تأليف جيري غوفين وكارول كينج، والتي دخلت قوائم الأغاني في جميع أنحاء العالم وتصدرت القوائم في ثمانية بلدان، وبلغت المراكز العشرة الأوائل في عشرين دولة لتصبح أنجح أغاني مينوغ حتى الآن. ثم تبعتها أغنية «آي شود بي سو لوكي»، والتي تصدرت قوائم الأغاني في سبع بلدان، بما في ذلك أستراليا والمملكة المتحدة، وبلغت المركز 28 على مجلة بيلبورد الأمريكية.